# Sieding (Gemeinde Ternitz)
Sieding ist eine Ortschaft und eine Katastralgemeinde der Stadtgemeinde Ternitz im Bezirk Neunkirchen in Niederösterreich.

## Geografie
Das an der Puchberger Straße liegende Dorf wird vom Sierningbach durchflossen. Zur Ortschaft zählt auch die Rotte Krößbach.
Durch die Ortschaft fließt auch der Zubringerzweig der I. Wiener Hochquellenleitung aus Stixenstein, südöstlich des besiedelten Gebietes befindet sich der Einstiegsturm Nummer 2.

## Geschichte
Laut Adressbuch von Österreich waren im Jahr 1938 in der Ortsgemeinde Sieding ein Bäcker, ein Fleischer, ein Fuhrwerker, vier Gastwirte, vier Gemischtwarenhändler, ein Hebezeughändler, zwei Müller, ein Pfaidler, vier Sägewerke, ein Schlosser, ein Schneider und drei Schneiderinnen, drei Schuster, eine Sparkasse, zwei Trafikanten, ein Tischler und zahlreiche Landwirte ansässig. Außerhalb des Ortes gab es einen Steinbruch mit Sand- und Schottergewinnung.

## Sehenswertes
- Naturpark Sierningtal-Flatzer Wand mit Fitnessparcours, Tiergehegen, Pechereimuseum, Aussichtswarte usw.
- Filialkirche Sieding

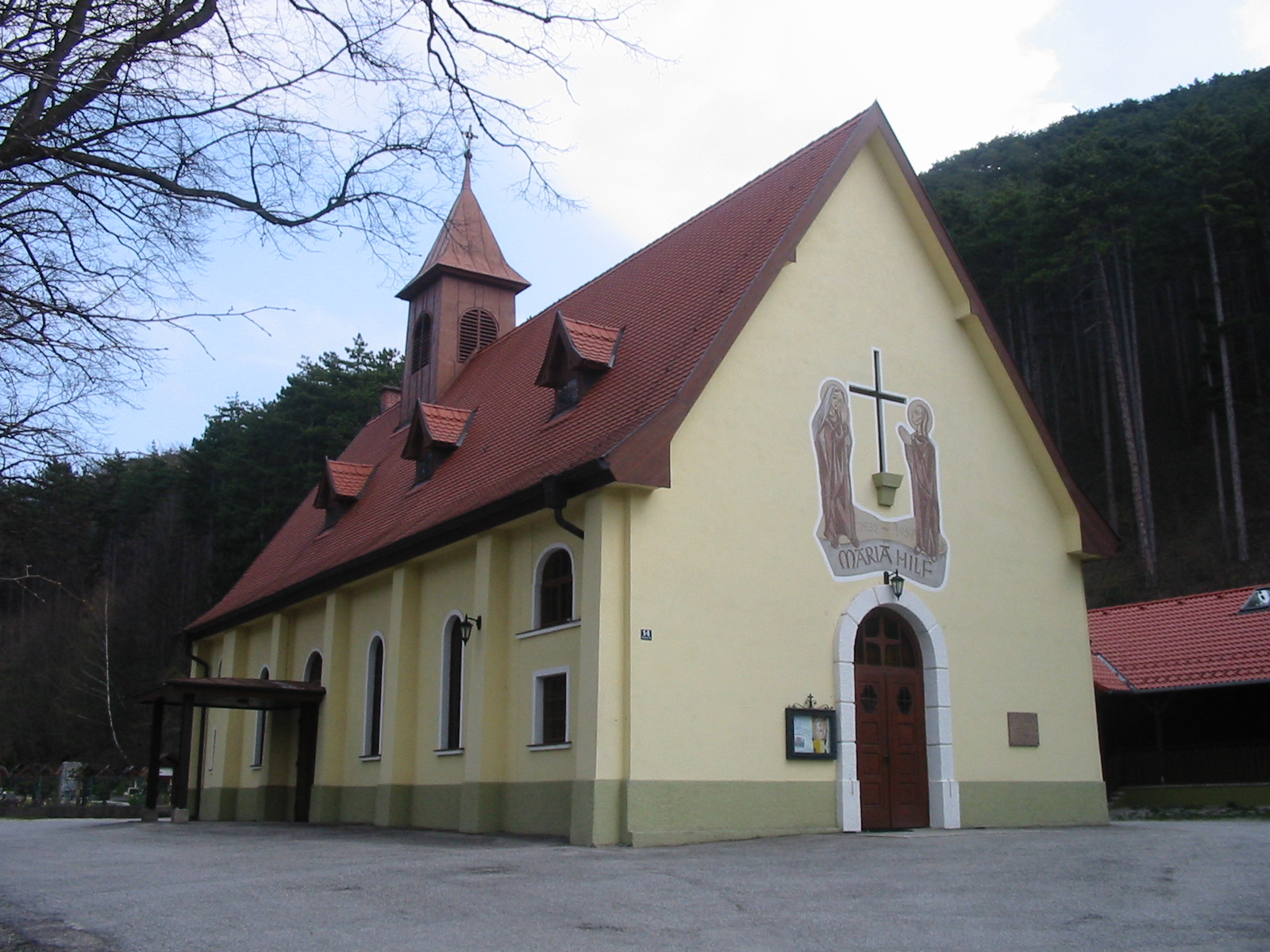
Filialkirche
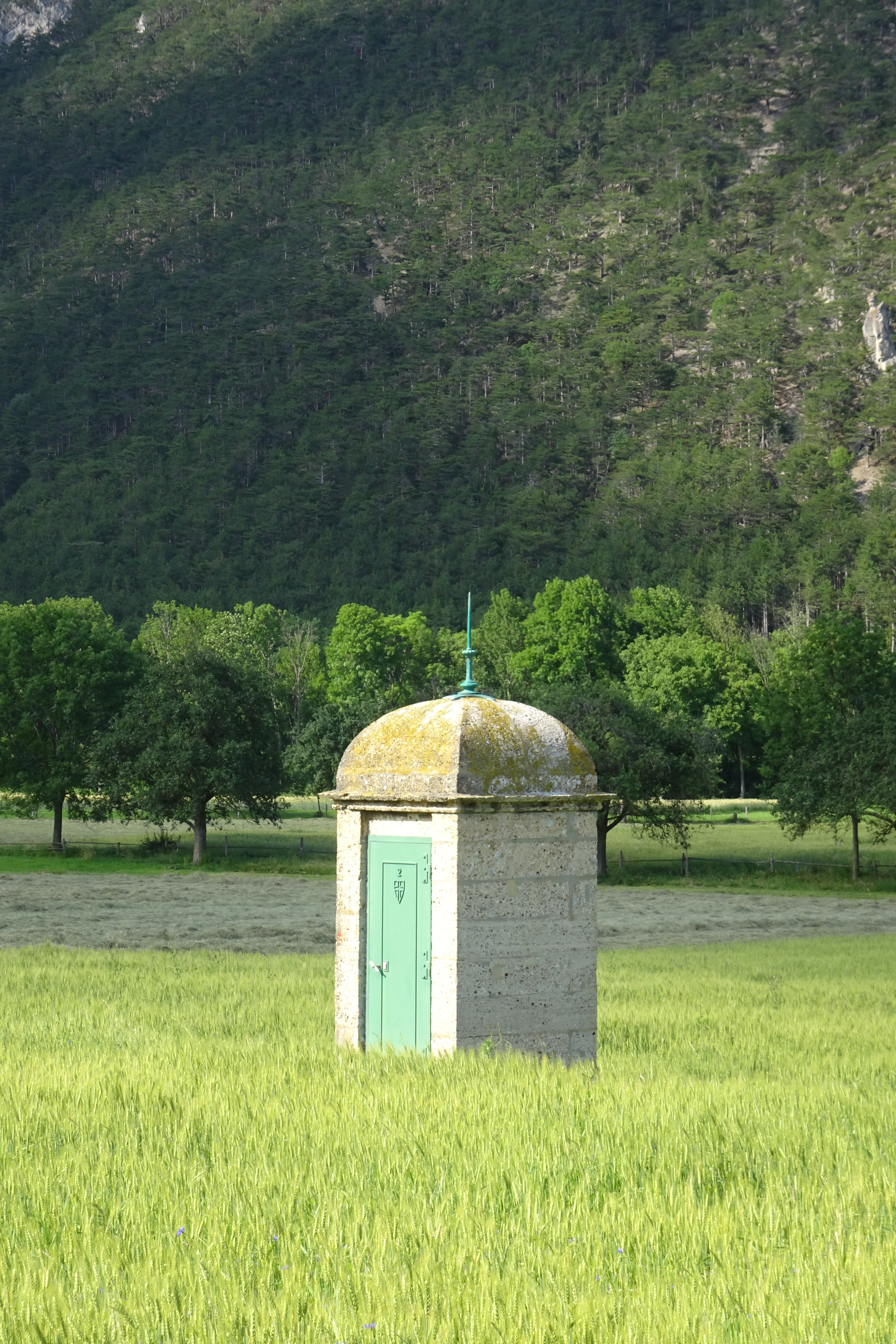
Einstiegsturm 2